# 30 germinal
30 ventôse 30 floréal
Le décadi 30 germinal, officiellement dénommé jour du greffoir, est le 210e jour de l'année du calendrier républicain.
C'était généralement le 19e jour du mois d'avril dans le calendrier grégorien.